# チャイニーズ・アイズ
『チャイニーズ・アイズ』（原題：All the Best Cowboys Have Chinese Eyes）は、ピート・タウンゼントが1982年に発表したスタジオ・アルバム。

## 背景
タウンゼントは、ザ・フー名義のアルバム『フェイス・ダンシズ』（1981年）リリースに伴う短期のツアーの後、妻や娘のもとを離れて酒とドラッグに溺れていたが、その後持ち直して家族とよりを戻し、ソロ・ワークに没頭した。前ソロ・アルバム『エンプティ・グラス』（1980年）に引き続きクリス・トーマスがプロデューサーに起用され、本作の音楽性はニュー・ウェイヴ色が強くなっている。
収録曲「サンバディ・セイブド・ミー」はザ・フーによる録音も残されており、アルバム『フェイス・ダンシズ』の1997年リマスターCDにボーナス・トラックとして追加収録された。なお、本作のリリースから3か月後の1982年9月には、ザ・フー名義のアルバム『イッツ・ハード』が発売され、バンドは同作を最後に一度解散した。

## 反響・評価
母国イギリスでは、本作が全英アルバムチャートで8週トップ100入りして最高32位を記録し、シングル・カットされた「ユニフォームス」は全英シングルチャートで48位に達した。アメリカでは26週にわたりBillboard 200入りし、最高26位を記録した。ニュージーランドのアルバム・チャートでは5週連続でトップ50入りし、最高17位を記録した。
Stephen Thomas Erlewineはオールミュージックにおいて5点満点中4.5点を付け「簡単に言えば、タウンゼントから見た1982年当時の最新の音楽」と評している。また、Jon Parelesは1982年8月5日付の『ローリング・ストーン』誌のレビューで5点満点中4点を付け、「表面的には、タウンゼントが1980年に発表した『エンプティ・グラス』やザ・フーが1981年に発表した『フェイス・ダンシズ』よりも穏やかで説教臭い」としつつ「このアルバム全体において、場違いな音は殆どない」「最も大きな変化はタウンゼントのボーカルで、ここでは天使の如き穏やかさを伴い、自身の声域を最大限に生かしている」と評している。
ロブ・ヒューズは2020年、loudersound.comの企画「ピート・タウンゼントの最も不当評価された10曲」において、本作収録曲「シー・リフュージズ・ノー・リバー」を6位に挙げている。

## 収録曲
特記なき楽曲はピート・タウンゼント作。
1. ストップ・ハーティング・ピープル - "Stop Hurting People" - 3:55
2. シー・リフュージズ・ノー・リバー - "The Sea Refuses No River" (Pete Townshend, Alan Rogan) - 5:54
3. プレリュード - "Prelude" (P. Townshend, Andy Newman) - 1:32
4. フェイス・ダンシズ・パート・2 - "Face Dances, Pt. 2" - 3:25
5. エクスクイジットリー・ボアード - "Exquisitely Bored" - 3:41
6. コミュニケーション - "Communication" - 3:19
7. スターダム・イン・アクタン - "Stardom in Acton" - 3:42
8. ユニフォームス - "Uniforms (Corp d'Esprit)" - 3:43
9. ノース・カントリー・ガール - "North Country Girl" (Traditional) - 2:27
10. サンバディ・セイブド・ミー - "Somebody Saved Me" - 4:52
11. スリット・スカーツ - "Slit Skirts" - 4:51

### 2006年リマスターCD（アメリカ盤、ヨーロッパ盤）ボーナス・トラック
1. "Vivienne" - 3:38
2. "Man Watching" - 2:33
3. "Dance It Away" - 3:39

### 日本盤再発CD (TECI-24349, TECI-23588)ボーナス・トラック
1. シー・リフュージズ・ノー・リバー（ライブ） - "The Sea Refuses No River (Live)" (P. Townshend, A. Rogan)
2. スリット・スカーツ（ライブ） - "Slit Skirts (Live)"

## 参加ミュージシャン
- ピート・タウンゼント - ボーカル、ギター、キーボード
- クリス・ステイントン（英語版） - アディショナル・キーボード
- ヴァージニア・アストレイ - ピアノ
- ジョン・ルイス - フェアライトCMI・プログラミング
- トニー・バトラー - ベース
- マーク・ブレゼジッキー - ドラムス
- サイモン・フィリップス - ドラムス
- ジョディ・リンスコット（英語版） - パーカッション
- ポリ・パーマー - パーカッション
- ピーター・ホープ＝エヴァンス - ハーモニカ
- アン・オーデル - ブラス・アレンジ(on #2)